# Juti
Juti ist eine Stadt im brasilianischen Bundesstaat Mato Grosso do Sul. Die Einwohnerzahl beträgt 5569 (Stand 2009).